# Tipsy
Tipsy (englisch für „beschwipst“) ist ein Hip-Hop-Song des US-amerikanischen Rappers J-Kwon. Der Song war die erste Singleauskopplung seines Debütalbums Hood Hop und wurde 2004 veröffentlicht. 
2023 machte der US-Musiker Shaboozey aus dem Lied den Country-Hit A Bar Song (Tipsy), mit dem er Platz eins der US-amerikanischen Singlecharts und in zahlreichen weiteren Ländern erreichte. 

## Inhalt
Tipsy ist ein Clubsong mit treibender Musik, der zum Tanzen animiert. J-Kwon rappt aus der Perspektive des lyrischen Ichs von einer Party, auf der verschiedene Drogen, wie Alkohol und Cannabis konsumiert werden, wodurch die feiernden Leute immer enthemmter werden. Er tanzt mit verschiedenen Frauen, wobei es auch zu sexuellen Handlungen mit ihnen kommt. Dabei habe er stets eine Schusswaffe dabei, falls es mit anderen Männern zu Streitereien komme. Zudem stellt er sich als Pimp dar, der jede Frau im Club haben könne, auch wenn diese vergeben sei.

“Now, everybody in this bitch gettin’ tipsy

Everybody in this bitch gettin’ tipsy”

## Produktion
Der Song wurde von dem US-amerikanischen Musikproduzenten-Team The Trackboyz produziert. Neben J-Kwon fungierten die Trackboyz-Mitglieder Joe Kent und Mark Williams auch als Autoren des Liedes.

## Musikvideo
Bei dem zu Tipsy gedrehten Musikvideo führte Life Garland Regie. Es verzeichnet auf YouTube über 50 Millionen Aufrufe (Stand März 2023). Das Video zeigt J-Kwon als Gastgeber einer Hausparty, zu der er zahlreiche Menschen aus seiner Nachbarschaft einlädt. Nach und nach kommen immer mehr Leute auf die Feier, bei der wild zur Musik eines DJs getanzt wird und Spiele, wie Armdrücken, gespielt werden. Später vergnügt sich J-Kwon mit einer Frau im Schlafzimmer. Einige Szenen zeigen ihn in einem Raum mit roten Wänden, in dem er den Song rappt, während Frauen dazu tanzen. 
Auch andere Rapper haben im Video Cameoauftritte, darunter Daz Dillinger, Jermaine Dupri, Da Brat und Murphy Lee. Zudem sind Referenzen an die Filme House Party und Lockere Geschäfte enthalten. Am Ende des Videos kommen J-Kwons Eltern wütend nach Hause. Sein Vater wird von Lavell Crawford gespielt.

## Single

### Covergestaltung
Das Singlecover zeigt J-Kwon, der einen schwarzen Hoodie und ein schwarzes Basecap trägt und den Betrachter mit ernstem Blick ansieht. Mitten im Bild stehen die Schriftzüge J-Kwon und Tipsy in Gelb bzw. Rot. Der Hintergrund ist komplett weiß gehalten.

### Chartplatzierungen
Tipsy stieg am 16. August 2004 auf Platz 29 in die deutschen Singlecharts ein und erreichte vier Wochen später mit Rang 17 die beste Platzierung. Insgesamt hielt sich der Song 16 Wochen lang in den Top 100. Erfolgreicher war die Single in den Vereinigten Staaten, wo sie Position zwei belegte und sich 30 Wochen in den Charts halten konnte. Zudem erreichte das Lied unter anderem Platz vier im Vereinigten Königreich, Rang fünf in Australien und Position neun in Neuseeland. In den US-amerikanischen Single-Jahrescharts 2004 belegte der Song Platz elf.
| ChartsChartplatzierungen       | Höchstplatzierung | Wochen |
| ------------------------------ | ----------------- | ------ |
| Deutschland (GfK)              | 17 (16 Wo.)       | 16     |
| Vereinigte Staaten (Billboard) | 2 (30 Wo.)        | 30     |
| Vereinigtes Königreich (OCC)   | 4 (24 Wo.)        | 24     |

| ChartsJahrescharts (2004)      | Platzierung |
| ------------------------------ | ----------- |
| Vereinigte Staaten (Billboard) | 11          |
| Vereinigtes Königreich (OCC)   | 44          |

### Auszeichnungen für Musikverkäufe
Tipsy erhielt in den Vereinigten Staaten sowohl als Single, als auch als Mastertone für jeweils über 500.000 verkaufte Einheiten eine Goldene Schallplatte. Im Vereinigten Königreich wurde es im Jahr 2023 für mehr als 400.000 Verkäufe ebenfalls mit einer Goldenen Schallplatte ausgezeichnet.

| Land/Region                  | Auszeichnungen für Musikverkäufe (Land/Region, Auszeichnung, Verkäufe) | Verkäufe  |
| ---------------------------- | ---------------------------------------------------------------------- | --------- |
| Australien (ARIA)            | Platin                                                                 | 70.000    |
| Vereinigte Staaten (RIAA)    | Gold (Single) · + Gold (Mastertone)                                    | 1.000.000 |
| Vereinigtes Königreich (BPI) | Gold                                                                   | 400.000   |
| Insgesamt                    | 3× Gold · 1× Platin ·                                                  | 1.470.000 |

## Remixe und Coverversionen
Es wurde 2004 auch ein offizieller Remix des Songs mit dem Titel Still Tipsy veröffentlicht, auf dem neben J-Kwon die Rapper Chingy und Murphy Lee zu hören sind.
2024 machte der US-Musiker Shaboozey aus dem Lied den Country-Hit A Bar Song (Tipsy). Er erreichte nicht nur Platz eins der US-amerikanischen Singlecharts, sondern auch in weiteren Ländern die Chartspitze und daneben viele Top-10-Platzierungen. In den USA verbrachte der Song 19 Wochen auf Platz 1. Textlich geht es darin um den Feierabend-Kneipenbesuch, bei dem man die Alltagsprobleme betäubt. Der Refrain wurde zu folgendem:

“Someone pour me up a double shot of whiskey …

Everybody at the bar gettin’ tipsy”